# Max J. Rosenberg
Max J. Rosenberg (* 13. September 1914 in der Bronx, New York City; † 14. Juni 2004 in Los Angeles, Kalifornien) war ein US-amerikanischer Filmproduzent mit langjährigem Wirkungsfeld Großbritannien.

## Leben und Wirken
Der Sohn eines jüdischen Pelzhändlers begann seine berufliche Laufbahn im Laufe der ausgehenden 1930er Jahre als Jurist. 1943 stieß er zum Film, als er für 1500 Dollar altes Filmmaterial aus der Jahrhundertwende aufkaufte und die Schnipsel zu der wehmütigen Reminiszenz The Good Old Days kompilierte. 1945 wechselte Rosenberg endgültig zur Filmindustrie und begann, mit Joseph E. Levine als Geschäftspartner, mit dem Verleih ausländischer Filme (darunter Klassiker wie Josef von Sternbergs Der blaue Engel und Roberto Rossellinis Rom, offene Stadt) in den USA. In den frühen 1950er Jahren lernte er seinen Landsmann Milton Subotsky kennen, wie er New Yorker und Nachfahre jüdischer Einwanderer. Beide taten sich zusammen und bildeten eine Produktionsgemeinschaft, die als erstes 1954 für das Fernsehen das Bildungsprogramm „Junior Science“ herstellte. Mit dem frühen Rock-’n’-Roll-Film Rock, Rock, Rock! begannen beide 1956 ihre Produktionstätigkeit für den Kinofilm. Im selben Jahr war er, ungenannt, an der Herstellung des Horrorfilmklassikers Frankensteins Fluch beteiligt.
Mit Beginn des neuen Jahrzehnts konzentrierten sich die mittlerweile in London ansässigen Rosenberg und Subotsky mit ihrer 1962 gegründeten Gesellschaft Amicus Productions auf die Herstellung von kostengünstig umgesetzten, zumeist in der Gegenwart spielenden und episodenhaften Horror- und Gruselfilmen. Mit ihnen versuchte das Gespann der britischen, auf Horrorfilmen spezialisierten Hammer Film Productions Konkurrenz zu machen. Anders als bei Hammer spielten die Subotsky-Rosenberg-Schauerstreifen oft in der Gegenwart und waren zumeist  aus mehreren Episoden zusammengesetzt. Auch beim Darstellerpersonal bediente man sich bei der Konkurrenz: Die Hammer-Stars Christopher Lee und Peter Cushing wirkten in Rosenberg-Subotsky-Produktionen ebenso mit wie der US-Horrorfilm-Star Vincent Price, der kurz zuvor seine Auftritte in einer Reihe von Edgar-Allan-Poe-Gruselverfilmungen (1960 bis 1964) aus der Hand Roger Cormans beendet hatte. Die Amicus-Ausflüge in das Genre des Science-Fiction-Films (1965 bis 1967) fielen weit weniger erfolgreich aus und wirkten bisweilen dilettantisch. 1968 versuchte sich das Duo mit der Adaption des Harold-Pinter-Stück The Birthday Party auch an einer künstlerisch ambitionierten Literaturverfilmung. Nach der Uraufführung des Urzeitmonster-Fantasyfilms Caprona – Das vergessene Land wurde Amicus Productions 1975 aufgelöst, und die Wege Rosenbergs und Subotskys und Rosenbergs trennten sich.
Rosenberg stellte noch zwei Caprona-Nachklapps her und versuchte seinen mit Subotsky einst eingeschlagenen Weg des Thrillers, Science-Fiction- und Gruselfilms allein fortzusetzen. Doch bereits wenig später musste er sich auf die Rolle eines – oftmals ungenannten – Herstellungsleiters (= executive producer) begnügen. In seinen letzten Arbeitsjahren seit Ende der 1980er versuchte Rosenberg noch einmal, als Filmproduzent zu reüssieren – mit sehr überschaubaren Erfolgen. Nach rund 50 Filmen und dem von ihm 1996 mitproduzierten spanisch-mexikanischen Genremix aus Horror- und Gangsterstreifen, Perdita Durango, zog sich Max Rosenberg ins Privatleben zurück.

## Filmografie
- 1943: The Good Old Days (Kompilationsfilm, Dokumentarfilm)
- 1954: Junior Science (Fernsehdokumentarreihe)
- 1956: Rock, Rock, Rock
- 1957: Jamboree
- 1958: Eine Meile Angst (The Last Mile)
- 1960: Stadt der Toten (The City of Dead)
- 1962: Mein bester Freund (Lad: A Dog)
- 1962: Twen-Hitparade (It’s Trad, Dad!)
- 1964: Die Todeskarten des Dr. Schreck (Dr. Terror’s House of Horrors)
- 1965: Dr. Who und die Daleks (Dr. Who and the Daleks)
- 1965: Der Schädel des Marquis de Sade (The Skull)
- 1965: Der Puppenmörder (The Psychopath)
- 1966: Daleks’ Invasion Earth 2150 A.D.
- 1966: Die tödlichen Bienen (The Deadly Bees)
- 1966: Der Foltergarten des Dr. Diabolo (Torture Garden)
- 1967: The Terrornauts
- 1967: Sie kamen von jenseits des Weltraums (They Came from Beyond Space)
- 1967: Ratten im Secret Service (Danger Route)
- 1968: The Birthday Party
- 1968: A Touch of Love
- 1969: Die lebenden Leichen des Dr. Mabuse (Scream and Scream Again)
- 1969: Das zweite Leben des Mr. Soames (The Mind of Mr. Soames)
- 1970: Totentanz der Vampire (The House That Dripped Blood)
- 1971: I, Monster
- 1971: Geschichten aus der Gruft (Tales from the Crypt)
- 1972: Asylum
- 1972: In der Schlinge des Teufels (The Vault of Horror)
- 1972: Embryo des Bösen (And Now the Screaming Starts!)
- 1973: Die Tür ins Jenseits (From Beyond the Grave)
- 1973: Geschichten, die zum Wahnsinn führen (Tales That Witness Madness)
- 1973: Mondblut (The Beast Must Die)
- 1974: Das Schreckenshaus des Dr. Death (Madhouse)
- 1974: Caprona – Das vergessene Land (The Land That Time Forgot)
- 1976: Der sechste Kontinent (At the Earth's Core)
- 1976: Willkommen in der blutigen Stadt (Welcome to Blood City)
- 1977: Caprona 2. Teil (The People That Time Forgot)
- 1977: Der Planet Saturn läßt schön grüßen (The Incredible Melting Man)
- 1981: Angst (Bloody Birthday)
- 1981: The Comeback Trail
- 1981: Katzenmenschen (Cat People)
- 1982: Hausaufgaben (Homework)
- 1988: Invasion Earth: The Aliens are Here
- 1990: Auf Leben und Tod (Anything to Survive)
- 1992: Segeltour des Grauens (Survive the Savage Sea)
- 1996: Perdita Durango